# Groupe de NGC 5423
Le groupe de NGC 5423 comprend au moins quatre galaxies situées dans la constellation du Bouvier et peut-être deux autres. En effet, les galaxies PGC 50019 et PGC 50032 sont désignées comme compagnes probables de NGC 5423 par le professeur Seligman, mais la première est un peu plus avec une distance de Hubble de 95,88 ± 6,72 Mpc (∼313 millions d'al) et la seconde un peu plus rapprochée avec une distance de Hubble de 88,97 ± 6,23 Mpc (∼290 millions d'al). Étant donné les incertitudes de ces valeur, il se pourrait que ces deux galaxies soient de réelles compagnes de NGC 5423, mais elles n'ont pas été retenues comme membre du groupe par Mahtessian. Ces deux galaxies occupent les deux dernières lignes du tableau ci-dessous. En excluant ces deux galaxies, la distance moyenne entre ce groupe et la Voie lactée est d'environ 93,6 Mpc (∼305 millions d'al). Si l'on tient compte de ces deux galaxies, la distance moyenne devient 93,7 ± 3,7 Mpc (∼306 millions d'al)

## Membres
Le tableau ci-dessous liste les quatre galaxies qui sont indiquées dans l'article d'Abraham Mahtessian publié en 1998, ainsi que les deux compagnes probables de NGC 5423. 
| Nom       | Classification | Type                  | α (J2000.0)   | δ (J2000.0) | Vitesse radiale (km/s) | Magnitude apparente | Distance (Mpc) | Diamètre (kal) |
| --------- | -------------- | --------------------- | ------------- | ----------- | ---------------------- | ------------------- | -------------- | -------------- |
| NGC 5409  | (R')SAB(s)b    | Spirale intermédiaire | 14h 01m 46.1s | 09° 29′ 25″ | 6232 ± 2               | 13,3                | 95,8 ± 6,7     | 154            |
| NGC 5416  | Scd?           | Spirale               | 14h 02m 11.3s | 09° 26′ 24″ | 6239 ± 3               | 13,3                | 95,9 ± 6,7     | 114            |
| NGC 5423  | S0^-           | Lenticulaire          | 14h 02m 48.6s | 09° 20′ 29″ | 5910 ± 2               | 12,8                | 91,0 ± 6,4     | 131            |
| NGC 5424  | S0             | Lenticulaire          | 14h 02m 55.7s | 09° 25′ 14″ | 5951 ± 15              | 13,1                | 83,1 ± 5,9     | 150            |
| PGC 50019 | ?              | ?                     | 14h 02m 42.1s | 09° 20′ 48″ | 6241 ± 19              | 13,507 asinh        | 95,9 ± 6,7     | 69             |
| PGC 50032 | ?              | ?                     | 14h 02m 55.1s | 09° 20′ 59″ | 5773 ± 3               | 14,116 asinh        | 89,0 ± 6,2     | 76             |

Le site DeepskyLog permet de trouver aisément les constellations des galaxies mentionnées dans ce tableau ou si elles ne s'y trouvent pas, l'outil du site constellation permet de le faire à l'aide des coordonnées de la galaxie. Sauf indication contraire, les données proviennent du site NASA/IPAC.